# Paleta de albañil

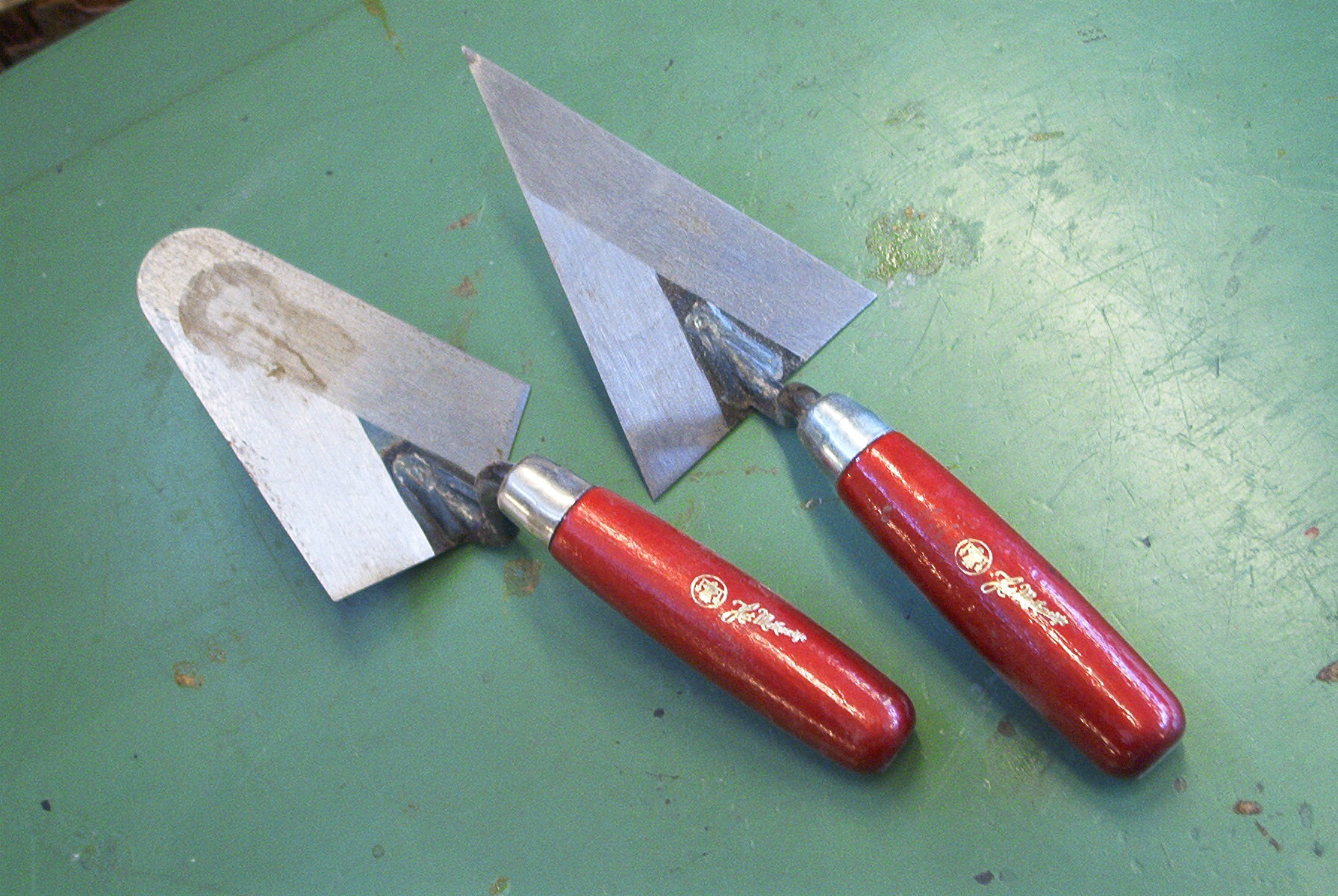
Paletas de albañil.

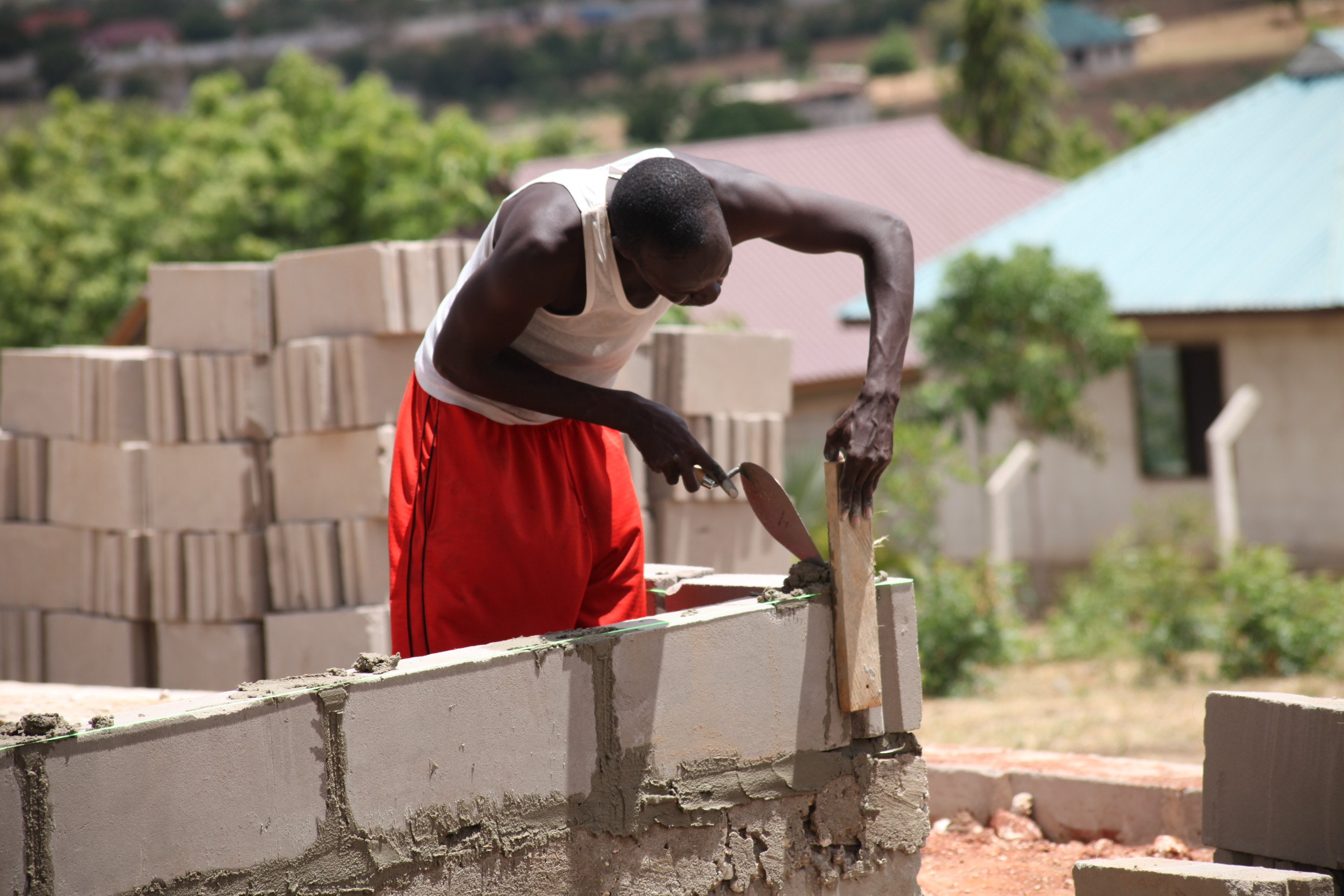
Albañil con su paleta

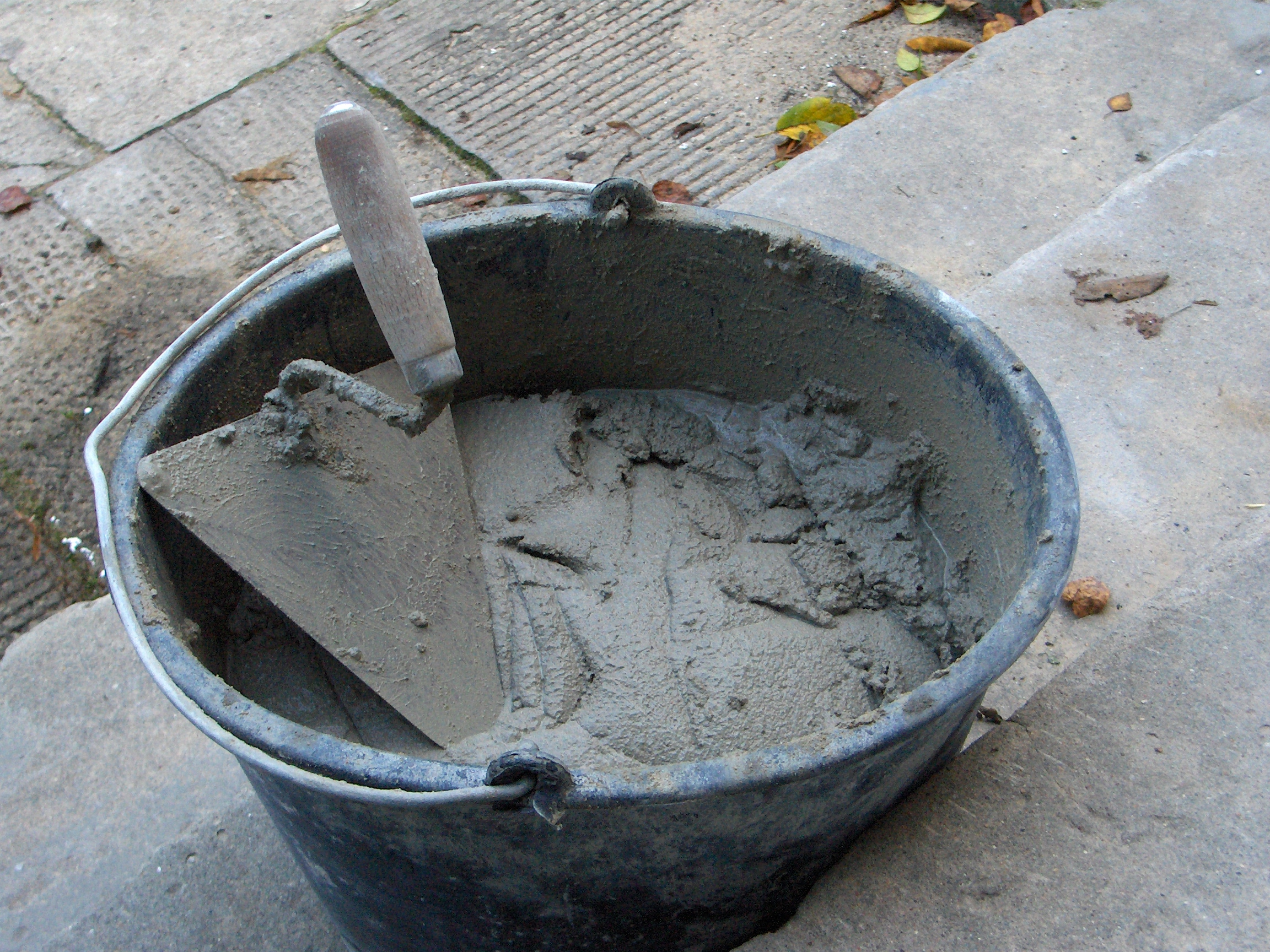
Paleta con mortero dentro de una gaveta.

La paleta de albañil, también conocida como palustre, badilejo o cuchara de albañil, es una herramienta usada en albañilería formada por una lámina metálica de forma triangular, sujetada por un mango de madera que se emplea para aplicar y manejar el mortero y la argamasa. Si es pequeña, se suele denominar paletín.
La hoja suele ser de acero laminado en frío y con diversos tratamientos para proporcionarle durabilidad y resistencia. La forma de la lámina metálica es básicamente triangular, pero puede tener algún contorno redondeado en vez de en punta y en algunos casos con el vértice de triángulo cortado, por lo que su forma es un trapecio isósceles. 
La elección del tipo de paleta depende del trabajo y del material que se debe trabajar, por ejemplo se denomina yesera a la paleta que termina en punta lo que le permite hacer acabados en esquinas mientras que el paletín se suele emplear en acabados finales. Para algunos trabajos se pueden complementar su trabajo con otras herramientas como llanas, espátulas y rasquetas.
Además de ser una herramienta para conformar y transportar material cumple una misión de protección al trabajador ya que evita el contacto directo de sus manos con los materiales de construcción como el yeso y el cemento que dañan la piel tras contactos prolongados. Esta herramienta está considerada como una de las más básicas para el albañil.